# Nombre de Strouhal
Le nombre de Strouhal {\displaystyle (St)} est un nombre sans dimension décrivant les mécanismes de circulation oscillante,. 
Ce nombre porte le nom de Vincent Strouhal, physicien tchèque. Physiquement, il représente le rapport du temps d'advection et du temps caractéristique de l'instationnarité. Si {\displaystyle \scriptstyle {St\;\ll \;1}}, l'écoulement est dit quasi stationnaire.

## Description
En 1878, en étudiant les notes émises par un fil tendu soumis au vent, le physicien tchèque Vincent Strouhal fut le premier à remarquer la relation entre la fréquence {\displaystyle f} du son et le quotient {\displaystyle V/D} de la vitesse {\displaystyle V} du vent par le diamètre {\displaystyle D} du fil. Cette relation s'exprime alors par la formule :
{\displaystyle f=k\;[V/D]}
où {\displaystyle k}, en plus d'être adimensionnel, apparaît comme une constante dans les expériences sur le son émis par les fils (ainsi que les cylindres, en général).

Allée de tourbillons dans la soufflerie Marey de l'Association AÉRODYNE de l'IUT Cachan.

Plus tard, en 1926, Bénard  nomma Nombre de Strouhal le coefficient constant {\displaystyle k}.

Le Nombre adimensionnel de Strouhal {\displaystyle St} s'exprime alors par la formule :
{\displaystyle St={\frac {fD}{V}}}
avec :
- f - fréquence d'émission des tourbillons (cette fréquence étant définie classiquement comme l'inverse de la période mesurée de situation homologue à situation homologue) ;
- D - longueur caractéristique (diamètre du fil dans les expériences de Strouhal) ;
- V - vitesse de l'écoulement non perturbé.

Ce nombre de Strouhal se montre presque constant pour chaque type d'écoulement.
L'entrainement de tels tourbillons par le courant général forme ce que l'on appelle les Allées de tourbillons de Von Karman, comme on le voit ci-contre dans la soufflerie à fumées Marey de l'Association AÉRODYNE de l'IUT Cachan. La longueur d'onde L mesurée ici donne accès directement au Strouhal St de l'écoulement, selon la loi St = D/L (D étant le diamètre du cylindre).

## Remarques diverses
Si l'obstacle est rigide, la forme de ce sillage varie en fonction de la seule viscosité. Dans le cas où il prend la forme de tourbillons alternés, l'analyse dimensionnelle montre que le nombre de Strouhal est fonction du nombre de Reynolds.
Pour un cylindre à section circulaire ce nombre reste cependant à peu près constant et proche de 0,2 dans la plage de Reynolds  diamétraux allant de 300 à 10000. En d'autres termes la fréquence de détachement des tourbillons est à peu près proportionnelle à la vitesse de l'écoulement.
D'une façon générale, néanmoins, le Nombre de Strouhal des cylindres infinis de diverses sections est fonction du Nombre de Reynolds (basé ci-dessous sur la hauteur D de ces cylindres) :

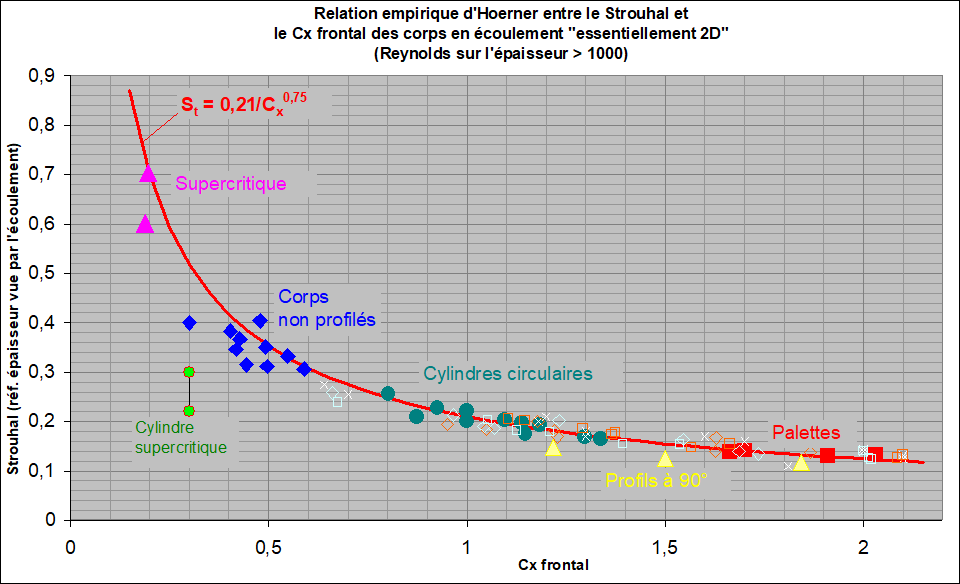
Relation empirique d'Hoerner (Strouhal vs Cx). La relation empirique d'Hoerner est dessinée en rouge.

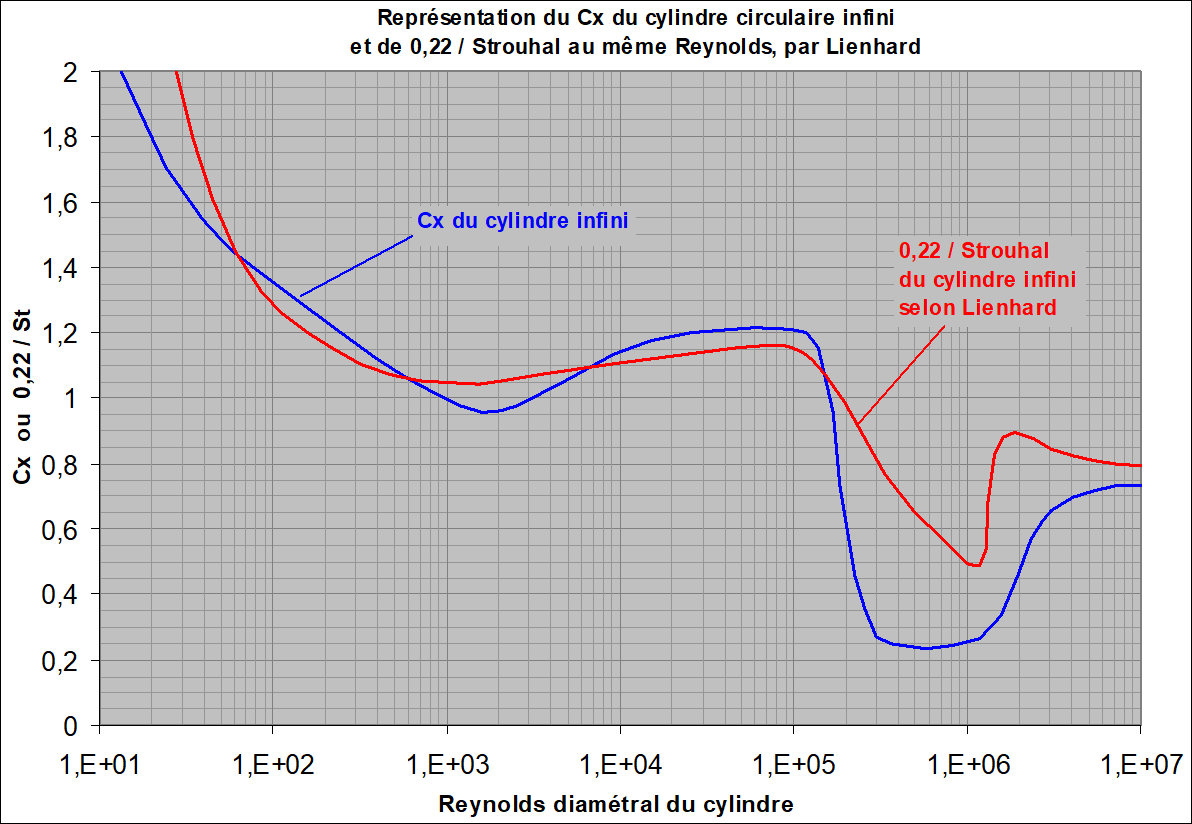
Relation entre le Cx du cylindre circulaire et son Strouhal

Dans son ouvrage Drag ,, S. F. Hoerner observe l’existence d’une relation empirique entre le {\displaystyle C_{x}} frontal des corps 2D et leur Strouhal.
Cette relation est :
{\displaystyle S_{t}=0,21/C_{x}^{3/4}} et elle vaut même pour les corps non strictement 2D mais d’une envergure suffisante (plaques rectangulaires et  profils présentés à l’incidence 90° d'envergure suffisante). Elle est dessinée en rouge sur le graphe ci-contre à droite. 

Cela signifie qu'une mesure du Strouhal dans le sillage des corps 2D donne accès à une bonne estimation de leur coefficient de traînée {\displaystyle C_{x}}.
Pour ce qui est du cylindre circulaire, il existe une relation assez étroite entre son {\displaystyle C_{x}} et son Strouhal (courbe ci-contre à gauche).

## Strouhal des corps plats
Fail, Lawford et Eyre ont mesuré le Strouhal des plaques planes rectangulaires exposées frontalement. Deux types de fréquences ont été constatés : la fréquence qui existe au milieu du sillage de ces corps (fréquence la plus élevée qu'on pourrait qualifier de fréquence fondamentale) et celle existant à leurs extrémités (plus faible). Si l’on prend comme longueur de référence du Strouhal la racine carrée de la surface du corps, le Strouhal fondamental ‘‘surfacique’’ ainsi créé admet, pour des Rapports d’Aspect {\displaystyle A} compris entre 1 et 20 (ces deux bornes comprises), la régression linéaire {\displaystyle S_{tS}=0,0196*A+0,0954} (avec une erreur maximale à peine supérieure à 7 %). Ce même Strouhal fondamental surfacique tend vers 
{\displaystyle 0,145{\sqrt {A}}} pour les très forts Rapports d'Aspect (ce qui correspond à un Strouhal basé sur la corde de {\displaystyle 0,145}).

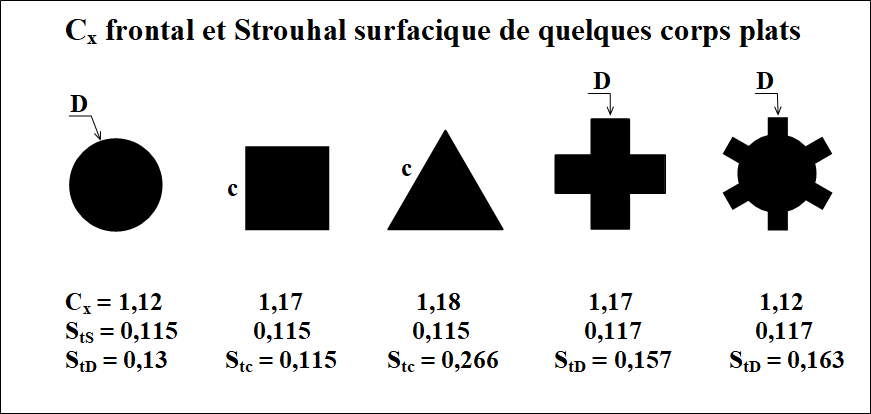
Strouhal et Cx frontaux de corps plats axisymétriques réguliers, Fair, Lawford and Eyre (1959)

Le Strouhal de corps plats, axisymétriques réguliers a été déterminé par Fail, Lawford et Eyre. Ces corps sont dessinés ci-contre avec leur {\displaystyle C_{x}} et leurs Strouhal (soit ‘‘surfacique’’, soit basé sur l'une des dimensions des corps). On peut noter que le Strouhal ‘‘surfacique’’ de ces cinq corps s’avère très proche de 0,115.

## Mise en résonance sous l'effet du lâcher de tourbillons de Von Karman

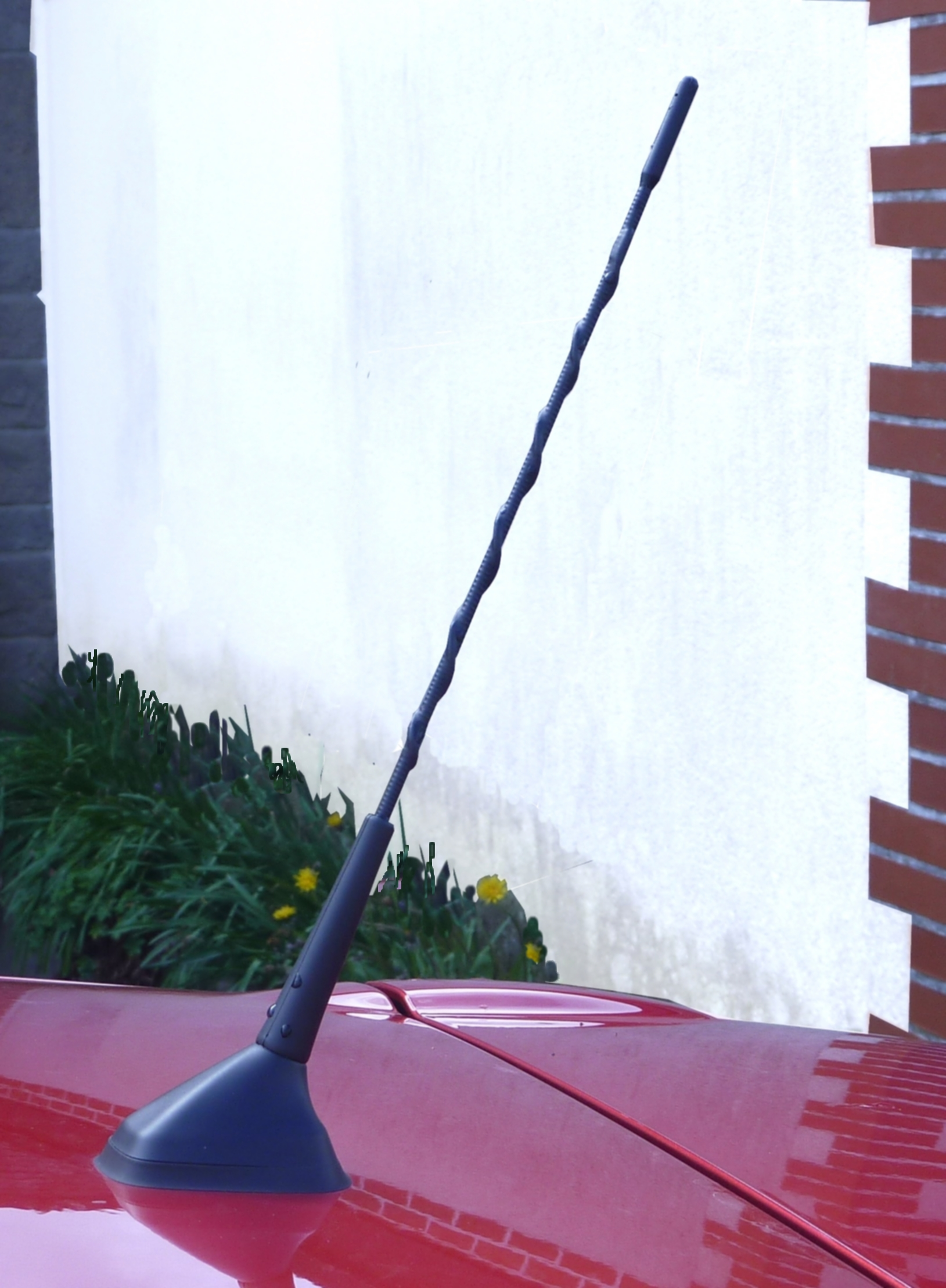
Turbulateur hélicoïdal sur une antenne de toit.

Le phénomène de lâcher de tourbillons de Von Karman se complique lorsque la fréquence de Strouhal s'approche d'une fréquence propre du système, la mise en résonance de ce système créant des troubles pouvant aller jusqu'à sa destruction. Le cas typique est celui des cheminées (voir à ce sujet l'article Allée de tourbillons de Karman).
Un désagrément mineur est la mise en résonance des antennes de toit d'automobile (qui émettent alors un sifflement). On l'évite en dotant ces antennes d'un turbulateur hélicoïdal.